# Leo Shin
Leo Shin (sinh ngày 19 tháng 3 năm 1988) là một cầu thủ bóng đá người New Zealand.

## Sự nghiệp câu lạc bộ
Leo Shin đã từng chơi cho Thespa Kusatsu.